# Volleybal op de Europese Spelen 2015
Volleybal is een van de sporten die beoefend werden tijdens de Europese Spelen 2015 in Bakoe, Azerbeidzjan van 13 tot en met 28 juni.

## Programma
Er werd bij het volleybal in twee sportdisciplines in vier onderdelen om de medailles gestreden, gelijk verdeeld over mannen en vrouwen. Er werden twee indoor volleybaltoernooien gehouden en twee beachvolleybaltoernooien.
| Discipline     | Locatie           | Onderdeel        |
| -------------- | ----------------- | ---------------- |
| Beachvolleybal | Baku Crystal Hall | Beachvolleybal   |
| Volleybal      | Baku Crystal Hall | Indoor volleybal |

| juni 2015 | za 13 | zo 14 | ma 15 | di 16 | wo 17 | do 18 | vr 19 | za 20 | zo 21 | ma 22 | di 23 | wo 24 | do 25 | vr 26 | za 27 | zo 28 | Tot. |
| --------- | ----- | ----- | ----- | ----- | ----- | ----- | ----- | ----- | ----- | ----- | ----- | ----- | ----- | ----- | ----- | ----- | ---- |
| Volleybal | *     | *     | *     | *     | *     | *     | *     | 1     | 1     | *     | *     | *     | *     | *     | 1     | 1     | 4    |

* Op deze dagen worden geen medaille-evenementen gespeeld.
Op dagen dat er een medaille-evenement is, kunnen er ook voorrondes voor een ander medaille-evenement plaatsvinden.

## Deelname
In totaal deden 464 atleten mee in de wielersportonderdelen van de Europese Spelen 2015. Alle aantallen werden vastgesteld naar de CEV Nations Ranking op 1 januari 2014.
De aantallen plaatsen waren bekendgemaakt door de CEV.

## Medailles

### Beachvolleybal
| Onderdeel | Goud        | Goud                           | Zilver     | Zilver                                     | Brons    | Brons                                |
| --------- | ----------- | ------------------------------ | ---------- | ------------------------------------------ | -------- | ------------------------------------ |
| Mannen    | Letland     | Mārtiņš Pļaviņš Haralds Regža  | Rusland    | Jaroslav Kosjkarjov Dmitri Barsoek         | Tsjechië | Přemysl Kubala Jan Hadrava           |
| Vrouwen   | Zwitserland | Nicole Eiholzer Nina Betschart | Oostenrijk | Lena Plesiutschnig Katharina Schützenhöfer | Litouwen | Ieva Dumbauskaitė Monika Povilaitytė |

### Indoor volleybal
| Onderdeel | Goud      | Goud | Zilver    | Zilver | Brons   | Brons |
| --------- | --------- | ---- | --------- | ------ | ------- | ----- |
| Mannen    | Duitsland |      | Bulgarije |        | Rusland |       |
| Vrouwen   | Turkije   |      | Polen     |        | Servië  |       |